# Laurent Garnier (rugby à XIII)
Pour les articles homonymes, voir Garnier.
Pour le DJ français, voir Laurent Garnier.
Pas d'image ? Cliquez ici

a Compétitions nationales et continentales officielles uniquement.

Laurent Garnier, né le 7 janvier 1972 à Perpignan, est un joueur, entraîneur de rugby à XIII, éducateur sportif et consultant « NRL  » pour la chaine Beinsport.
Installé en Australie, il assiste, conseille, et entraine également les joueurs et joueuses français de rugby à XIII qui s'installent dans ce pays pour y poursuivre leur carrière,.
En 2020, il fait partie des dirigeants de Pacifique XIII (Directeur de la communication),  le projet sportif de créer une équipe francophone qui disputerait l'Intrust Super Cup, championnat australien de deuxième division (championnat réserve de la NRL).

## Biographie sommaire
Laurent Garnier est policier de formation, originaire de Perpignan. Il commence par jouer au rugby à XV dès le plus jeune âge de 1978 à 1987 à Cabestany.
De 2005 à 2008, il entraine l'équipe de France universitaire.
Ancien pilier du XIII Catalan, puis de l'UTC,  il gagne, comme entraineur,  et la coupe de France et le Championnat de France juniors avec l'UTC en 2006. En 2007, il gagne le championnat.
En 2007, il s'installe en Australie pour poursuivre sa passion pour le sport et rejoint le club des Wynnum Seagulls. Il y reste sept saisons.
Il retourne ensuite en France et rejoint le club de Carcassonne pour la saison 2014-2015, comme entraineur, mais ne la clôt pas en se retirant en mars 2015, laissant Alexandre Couttet terminer la saison sur le banc.
En 2016, pour sa dernière année en France avant son retour en Australie, il entraine l'équipe de Palau. La même année, il assure la préparation de l'équipe féminine du Kenya de rugby à 7 pour les jeux olympiques de Rio en tant que « Skills Coach ».
Fin des années 2010, son poste d'entraineur des Easts Tigers de Coorparoo (près de Brisbane)  lui donne une position privilégiée pour intégrer de jeunes talents français aux Training camps de son club , qui n'est autre que la réserve des Melbourne Storm
À l'occasion de la crise du Covid-19, il est sollicité par les médias pour donner son avis sur la reprise du championnat australien, malgré la pandémie.

## Palmarès
- Vainqueur de la Coupe de France en 2001 avec l'Union treiziste catalane.

## Vidéographie
Interview de Laurent Garnier le 18 mars 2020 sur Beinsport